# ليتل دايفيد ويلكينز
ليتل دايفيد ويلكينز (بالإنجليزية: Little David Wilkins)‏ هو عازف بيانو وكاتب أغاني ومغني أمريكي، ولد في 18 مايو 1945 في بارسونز في الولايات المتحدة.

## وصلات خارجية
- الموقع الرسمي
- ليتل دايفيد ويلكينز على موقع ميوزك برينز (الإنجليزية)
- ليتل دايفيد ويلكينز على موقع ديسكوغز (الإنجليزية)